# 概念実証
概念実証（がいねんじっしょう、英: Proof of concept(PoC)、ポック、ピーオーシー）は、新たな概念やアイデアの実現可能性を示すために、簡単かつ不完全な実現化（または概要）を行うこと。あるいは原理のデモンストレーションによって、ある概念や理論の実用化が可能であることを示すこと。
概念実証は一般に完全に機能するプロトタイプへと至る前段階と見なされる。資金を提供する側にとってはリスクを低減させる手段であり、資金提供を受ける側にとってはより多くの資金を提供してもらう手段である。
これを主として行う職業としては、企業における研究開発職やクリエイターやアーティストが挙げられるが、それ以外にも様々な箇所でこの実証作業が見受けられる。

## 例

### 映画
- 『スカイキャプテン ワールド・オブ・トゥモロー』、『300 〈スリーハンドレッド〉』、『シン・シティ』はいずれも役者はブルーバックの前で演技し、ほとんど全ての背景をCGIで合成している。このような映画では、概念実証として短篇映画を製作し、最終的な見た目や技術的課題の有無を確認している。『シン・シティ』では、監督のロバート・ロドリゲスが概念実証フィルムを制作し、原作者のフランク・ミラーに対して原作に忠実な作風を維持していることをアピールし、映画化権を獲得するのに一役買った。ロドリゲスは目当ての役者を説得するのにも同じ概念実証フィルムを使った。
- ピクサー・アニメーション・スタジオでは、技術的に困難とされる作業の概念実証用短篇フィルムを作ることがある。1997年のショートフィルム Geri's Game では布の質感と顔の表情のコンピュータアニメーションの概念実証という目的が含まれていた。これらの技法は1999年の映画『トイ・ストーリー2』で使われている。
- 同様に、2003年の『ファインディング・ニモ』では、水の動きやイソギンチャクの触手の動きのアニメーション、クジラがゆっくり泳ぐ様子などの概念実証用の短篇フィルムが制作された。これにより、技術的に困難な作業が実現できることを示したり、新たなアイデアがうまく機能すること（あるいは機能しないこと）を示したのである。

### セキュリティ
コンピュータセキュリティにおいては、何らかの脆弱性を利用した攻撃が可能であることを実際にコードを作成することで示すことを意味する。また、そのようなコードを「概念実証コード」と呼ぶ。
また、コンピュータセキュリティや暗号において、システム防御法の原理を示すために完全なシステムを構築するのではなく概念実証でデモンストレーションを行うことがある。

### 研究開発
ソフトウェア開発やバイオテクノロジー・医薬品開発を含む応用研究の分野では、研究を開始するにあたって新しいアイデアの実現可能性を示すデモンストレーションや提案を行う場合がある。この場合の概念実証は、可能性や技術的課題を示すと共に予算獲得という目的があり、商用化や管理などの形態についても話し合われる。

### ビジネスとセールス
ビジネスや販売の分野では、想定される顧客に製品を試用してもらうことがある。この場合の概念実証は実際の現場での試用によって可能性や技術的問題を明らかにし、その後の販売戦略の参考とされる。

### 数学
数学では、証明過程の概略を概念実証と呼ぶことがあり、既知の技法や手法でその証明が可能であることを原理的に示す。

### ソフトウェア開発
ソフトウェア開発において、概念実証は、技術実証（proof of technology）や予備プロジェクト（pilot project）と混同されることが多い。しかし、この3語は同義語ではなく、以下説明するように、異なるプロセスを表している。
まず、概念実証は、ビジネス上の問題への部分的な解を示すものである。要求仕様の一部の解決策を立証するために、少数のユーザーに関わるシステムを構築する。概念実証は（既存のシステムと最終的に融合される可能性はあるが）基本的に既存のシステムに影響しない。
次に、技術実証は、何らかの技術的課題の解決策を示すものである。二つのシステムを統合する方法や、所定の構成で要求されるスループットを実現する方法などが示される。この場合、ビジネスユーザーがこれに関与する必要はない。
また、予備プロジェクトは、システムが実地に機能することを検証するものである。予備プロジェクトは最終的なシステムの機能を限定して早めにシステムを構築する。たとえば、同時に対応可能なユーザー数を制限したり、機能範囲を限定して評価に関わる関係者を限定する。